# Рембрандт (Айова)
Рембрандт (англ. Rembrandt) — місто (англ. city) в США, в окрузі Буена-Віста штату Айова. Населення — 209 осіб (2020).

## Географія
Рембрандт розташований за координатами 42°49′33″ пн. ш. 95°9′59″ зх. д. / 42.82583° пн. ш. 95.16639° зх. д. (42.825723, -95.166345).  За даними Бюро перепису населення США в 2010 році місто мало площу 0,53 км², уся площа — суходіл. В 2017 році площа становила 0,61 км², уся площа — суходіл.

## Демографія
Згідно з переписом 2010 року, у місті мешкали 203 особи в 89 домогосподарствах у складі 53 родин. Густота населення становила 386 осіб/км².  Було 99 помешкань (188/км²).
Расовий склад населення:
| - 97,0 % — білих - 0,5 % — чорних або афроамериканців - 1,5 % — осіб інших рас |

До двох чи більше рас належало 1,0 %. Частка іспаномовних становила 3,9 % від усіх жителів.
За віковим діапазоном населення розподілялося таким чином: 28,1 % — особи молодші 18 років, 62,0 % — особи у віці 18—64 років, 9,9 % — особи у віці 65 років та старші. Медіана віку мешканця становила 37,8 року. На 100 осіб жіночої статі у місті припадало 95,2 чоловіків;  на 100 жінок у віці від 18 років та старших — 89,6 чоловіків також старших 18 років.
Середній дохід на одне домашнє господарство  становив 44 342 долари США (медіана — 38 125), а середній дохід на одну сім'ю — 55 408 доларів (медіана — 50 500). За межею бідності перебувало 8,9 % осіб, у тому числі 3,4 % дітей у віці до 18 років та 14,8 % осіб у віці 65 років та старших.
Цивільне працевлаштоване населення становило 82 особи. Основні галузі зайнятості: виробництво — 26,8 %, освіта, охорона здоров'я та соціальна допомога — 15,9 %, фінанси, страхування та нерухомість — 11,0 %, роздрібна торгівля — 9,8 %.